# États-Unis aux Jeux olympiques d'été de 1948
Les États-Unis participent aux Jeux olympiques d'été de 1948 se déroulant à Londres, au Royaume-Uni. Il s'agit de leur 11e participation à des Jeux d'été.
La délégation américaine, composée de 332 athlètes, termine première du classement par nations avec 84 médailles (38 en or, 27 en argent et 19 en bronze).Le succès des athlètes américains est dû en premier lieu à leur capacité à figurer et à se montrer performants dans de nombreux sports. Ils remportent ainsi des médailles dans quinze sports sur les dix-neuf figurant au programme des Jeux. Leur domination étant écrasante par ailleurs dans leurs disciplines de prédilection : L’athéltisme (27 médailles dont 12 en or), la Natation (15 médailles dont 8 en or), le Plongeon (10 médailles dont 4 en or).

## Bilan global
| Sport              | Médaille d'or, Jeux olympiques | Médaille d'argent, Jeux olympiques | Médaille de bronze, Jeux olympiques | Total |
| Athlétisme         | 12                             | 5                                  | 10                                  | 27    |
| Aviron             | 2                              | 0                                  | 1                                   | 3     |
| Basket-ball        | 1                              | 0                                  | 0                                   | 1     |
| Boxe               | 0                              | 1                                  | 0                                   | 1     |
| Canoë-kayak        | 1                              | 2                                  | 0                                   | 3     |
| Équitation         | 1                              | 2                                  | 0                                   | 3     |
| Escrime            | 0                              | 0                                  | 1                                   | 1     |
| Gymnastique        | 0                              | 0                                  | 1                                   | 1     |
| Haltérophilie      | 4                              | 3                                  | 1                                   | 8     |
| Lutte              | 2                              | 1                                  | 1                                   | 4     |
| Natation           | 8                              | 6                                  | 1                                   | 15    |
| Pentathlon moderne | 0                              | 1                                  | 0                                   | 1     |
| Plongeon           | 4                              | 4                                  | 2                                   | 10    |
| Tir                | 1                              | 1                                  | 0                                   | 2     |
| Voile              | 2                              | 1                                  | 1                                   | 4     |
|                    | 38                             | 27                                 | 19                                  | 84    |

## Liste des médaillés américains

### Médailles d'or
| Sport                                              | Discipline | Sportifs |
| Médailles d’or 38                                  | |          |
| Athlétisme                                         | |          |
| 100 m                                              | Harrison Dillard |          |
| 200 m                                              | Mel Patton |          |
| 800 m                                              | Mal Whitfield |          |
| 110 m haies                                        | William Porter |          |
| 400 m haies                                        | Roy Cochran |          |
| 4 × 100 m                                          | Harrison Dillard, Barney Ewell Mel Patton, Lorenzo Wright |          |
| 4 × 400 m                                          | Clifford Bourland, Roy Cochran Arthur Harnden, Mal Whitfield |          |
| Saut en longueur                                   | Willie Steele |          |
| Saut en hauteur                                    | Alice Coachman |          |
| Saut à la perche                                   | Guinn Smith |          |
| Lancer du poids                                    | Wilbur Thompson |          |
| Décathlon                                          | Bob Mathias |          |
| Aviron                                             | |          |
| Quatre avec barreur                                | Warren Westlund Bob Martin Bob Will Gordy Giovanelli Allan Morgan (barreur) |          |
| Huit en pointe avec barreur                        | Ian Turner David Turner James Hardy George Ahlgren Lloyd Butler David Brown Justus Smith John Stack Ralph Purchase (barreur)                                                         |          |
| Basket-ball                                        | |          |
|                                                    | Cliff Barker Don Barksdale Ralph Beard Lew Beck Vince Boryla Gordon Carpenter Alex Groza Wallace Jones Bob Kurland Ray Lumpp Robert Pitts Jesse Renick Robert Robinson Kenny Rollins |          |
| Canoë-kayak                                        | |          |
| 10 000 mètres canoë biplace hommes                 | Steven Lysak Stephen Macknowski |          |
| Équitation                                         | |          |
| Concours complet par équipes                       | Frank Henry Charles Anderson Earl Foster Thomson |          |
| Haltérophilie                                      | |          |
| Poids coqs Moins de 56 kg                          | Joseph DePietro |          |
| Poids moyens Moins de 75 kg                        | Frank Spellman |          |
| Poids mi-lourds Moins de 82,5 kg                   | Stanley Stanczyk |          |
| Poids lourds Plus de 82,5 kg                       | John Davis |          |
| Lutte                                              | |          |
| Lutte libre Poids moyens, 73 - 79 kg               | Glen Brand |          |
| Lutte libre Poids mi-lourds, 79 - 87 kg            | Henry Wittenberg |          |
| Natation                                           | |          |
| 100 m nage libre hommes                            | Walter Ris |          |
| 400 m nage libre hommes                            | William Smith |          |
| 1500 m nage libre hommes                           | James McLane |          |
| 100 m dos masculin                                 | Allen Stack |          |
| 200 m dos masculin                                 | Joseph Verdeur |          |
| 4 × 200 m nage libre                               | Walter Ris James McLane Wally Wolf William Smith |          |
| 400 m nage libre féminin                           | Ann Curtis |          |
| 4 × 100 m nage libre féminin                       | Marie Corridon Thelma Kalama Brenda Helser Ann Curtis |          |
| Plongeon                                           | |          |
| Tremplin à 3 m hommes                              | Bruce Harlan |          |
| Tremplin à 3 m femmes                              | Victoria Manalo Draves |          |
| Plongeon de haut vol hommes Plateforme à 10 mètres | Sammy Lee |          |
| Plongeon de haut vol femmes Plateforme à 10 mètres | Victoria Manalo Draves |          |
| Tir                                                | |          |
| 50 m carabine couchée                              | Arthur Cook |          |
| Voile                                              | |          |
| Star                                               | Hilary Smart Paul Smart |          |
| Classe 6m JI                                       | Alfred Loomis Michael Mooney James Smith James Weekes Herman Whiton |          |

### Médailles d'argent
| Sport                                              | Discipline                                  | Sportifs |
| Médailles d’argent 27                              |                                             |          |
| Athlétisme                                         |                                             |          |
| 100 m                                              | Barney Ewell                                |          |
| 200 m                                              | Barney Ewell                                |          |
| 110 m haies                                        | Clyde Scott                                 |          |
| Lancer du poids                                    | Jim Delaney                                 |          |
| Lancer du javelot                                  | Steve Seymour                               |          |
| Boxe                                               |                                             |          |
| Poids welters (-67 kg)                             | Horace Herring                              |          |
| Canoë-kayak                                        |                                             |          |
| 1 000 mètres canoë biplace hommes                  | Steven Lysak Stephen Macknowski             |          |
| 10 000 mètres canoë monoplace hommes               | Frank Havens                                |          |
| Équitation                                         |                                             |          |
| dressage par équipes                               | Robert Borg Earl Foster Thomson Frank Henry |          |
| concours complet individuel                        | Frank Henry                                 |          |
| Haltérophilie                                      |                                             |          |
| Poids moyens Moins de 75 kg                        | Peter George                                |          |
| Poids mi-lourds Moins de 82,5 kg                   | Harold Sakata                               |          |
| Poids lourds Plus de 82,5 kg                       | Norbert Schemansky                          |          |
| Lutte                                              |                                             |          |
| Lutte libre Poids coq, 52 - 57 kg                  | Gerald Leeman                               |          |
| Natation                                           |                                             |          |
| 100 m nage libre hommes                            | Alan Ford                                   |          |
| 400 m nage libre hommes                            | James McLane                                |          |
| 100 m dos masculin                                 | Robert Cowell                               |          |
| 200 m dos masculin                                 | Keith Carter                                |          |
| 100 m nage libre femmes                            | Ann Curtis                                  |          |
| 100 m nage dos femmes                              | Suzanne Zimmerman                           |          |
| Pentathlon moderne                                 |                                             |          |
| Epreuve individuelle masculine                     | George Moore                                |          |
| Plongeon                                           |                                             |          |
| Tremplin à 3 m hommes                              | Miller Anderson                             |          |
| Tremplin à 3 m femmes                              | Zoe Ann Olsen-Jensen                        |          |
| Plongeon de haut vol hommes Plateforme à 10 mètres | Bruce Harlan                                |          |
| Plongeon de haut vol femmes Plateforme à 10 mètres | Patricia Elsener                            |          |
| Tir                                                |                                             |          |
| 50 m carabine couchée                              | Walter Tomsen                               |          |
| Voile                                              |                                             |          |
| Firefly                                            | Ralph Evans                                 |          |

### Médailles de bronze
| Sport                                   | Discipline | Sportifs |
| Médailles de bronze 19                  | |          |
| Athlétisme                              | |          |
| 800 m                                   | Mal Whitfield |          |
| 110 m haies                             | Craig Dixon |          |
| Saut en longueur                        | Herb Douglas |          |
| Saut en hauteur                         | George Stanich |          |
| Saut à la perche                        | Bob Richards |          |
| Lancer du poids                         | James Fuchs |          |
| Lancer du disque                        | Fortune Gordien |          |
| Lancer du marteau                       | Robert Bennett |          |
| Décathlon                               | Floyd Simmons |          |
| 200 m féminin                           | Audrey Patterson |          |
| Aviron                                  | |          |
| Quatre sans barreur                     | Fred Kingsbury Stu Griffing Greg Gates Robert Perew                                                                                         |          |
| Escrime                                 | |          |
| Sabre par équipes                       | Dean Cetrulo Norman Armitage George Worth Tibor Nyilas James Flynn Miguel de Capriles                                                       |          |
| Gymnastique                             | |          |
| Concours général par équipes femmes     | Ladislava Bakanic Marian Barone Consetta Carruccio-Lenz Dorothy Dalton Meta Elste-Neumann Helen Schifano Clara Schroth-Lomady Anita Simonis |          |
| Haltérophilie                           | |          |
| Poids coqs Moins de 56 kg               | Richard Tom |          |
| Lutte                                   | |          |
| Lutte libre Poids mi-moyens, 67 - 73 kg | Leland Merrill |          |
| Natation                                | |          |
| 200 m nage brasse                       | Robert Sohl |          |
| Plongeon                                | |          |
| Tremplin à 3 m hommes                   | Sammy Lee |          |
| Tremplin à 3 m femmes                   | Patricia Elsener |          |
| Voile                                   | |          |
| Swallow                                 | Lockwood Pirie Owen Torrey\| |          |